# De Bilt
De Bilt este o comună și o localitate în provincia Utrecht, Țările de Jos. 

## Localități componente
Bilthoven, De Bilt, Groenekan, Hollandsche Rading, Maartensdijk, Westbroek.